# Папендорф (Передняя Померания)
Папендорф (нем. Papendorf) — община в Германии, районный центр, расположен в земле Мекленбург-Передняя Померания.
Входит в состав района Иккер-Рандов. Подчиняется управлению Иккер-Рандов-Таль. Население составляет 248 человек (2009); в 2003 г. — 303. Занимает площадь 10,50 км².

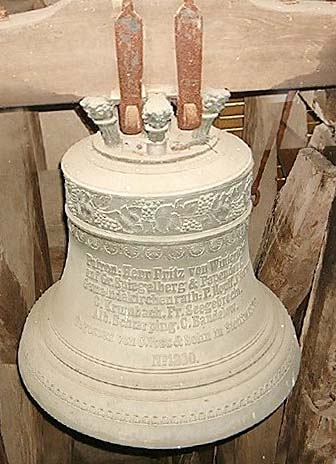
Церковь

| Год  | Население |
| ---- | --------- |
| 1991 | 368       |
| 1995 | 335       |
| 2000 | 308       |
| 2005 | 282       |
| 2010 | 244       |